# Лаеру
Лаѐру (на италиански и на сардински: Laerru) е село и община в Южна Италия, провинция Сасари, автономен регион и остров Сардиния. Разположено е на 165 m надморска височина. Населението на общината е 966 души (към 2010 г.).